# Cedric Haywood
Cedric Haywood (* 31. Dezember 1914 in Houston; † 9. September 1969 ebenda) war ein US-amerikanischer Jazz-Pianist.
Cedric Haywood spielte als Jugendlicher in der Highschool-Band mit Arnett Cobb. Seine Profikarriere begann er mit einem Engagement in Chester Boones Band 1934; danach spielte er von 1935 bis 1942 bei Milt Larkin, außerdem mit Floyd Ray und Lionel Hampton am Ende der Dekade. Im Jahr 1942 arbeitete er auch bei Sidney Bechet. Mitte der 1940er Jahre zog Haywood nach Kalifornien, leistete dann während des Zweiten Weltkrieges seinen Militärdienst ab und spielte danach bei Saunders King 1948. In den 1950er Jahren arbeitete  Haywood vor allem bei Illinois Jacquet, Cal Tjader und Kid Ory, mit dem er um 1955 auf Europatournee ging. In den 1960er Jahren spielte er mit Brew Moore, zog dann 1963 in seiner Heimatstadt Houston. Dort arbeitete er mit lokalen Musikern als Bandleader und machte noch Plattenaufnahmen mit dem Bluessänger Lightnin’ Hopkins.